# 大田スタジアム
大田スタジアム（おおたスタジアム）は、東京都大田区の大井ふ頭中央海浜公園内にある野球場。施設は大田区が所有し、大田区スポーツ協会が指定管理者として運営管理を行っている。

## 歴史
大田区民からの要望に応える形で1995年、臨海地域に建設された全面人工芝の野球場。
開場以来、社会人野球をはじめ首都大学野球連盟、東京新大学野球連盟、東京六大学準硬式野球連盟などの大学野球、高校野球などアマチュア野球公式戦で使用されている。プロ野球では東京ヤクルトスワローズがイースタン・リーグ（二軍）公式戦を年数試合開催した他、オープン戦を開催したこともある。
照明塔のサーチライトは大田区に因んで「O」の字を楕円状にかたどって組まれている。
2019年7月にバリアフリー化などの改装を行った。
2021年には東京オリンピック野球・ソフトボール競技での公式練習場となった。

## 施設概要
- 両翼：97.6m、中堅：122m
- 全面：透水性砂入り人工芝
- 収容人員：3,223人（内野スタンドのみ）
- スコアボード：電光式
- 照明設備：あり（6基）

球場内では売店が営業しており、特大おにぎりとカレーが名物となっている。

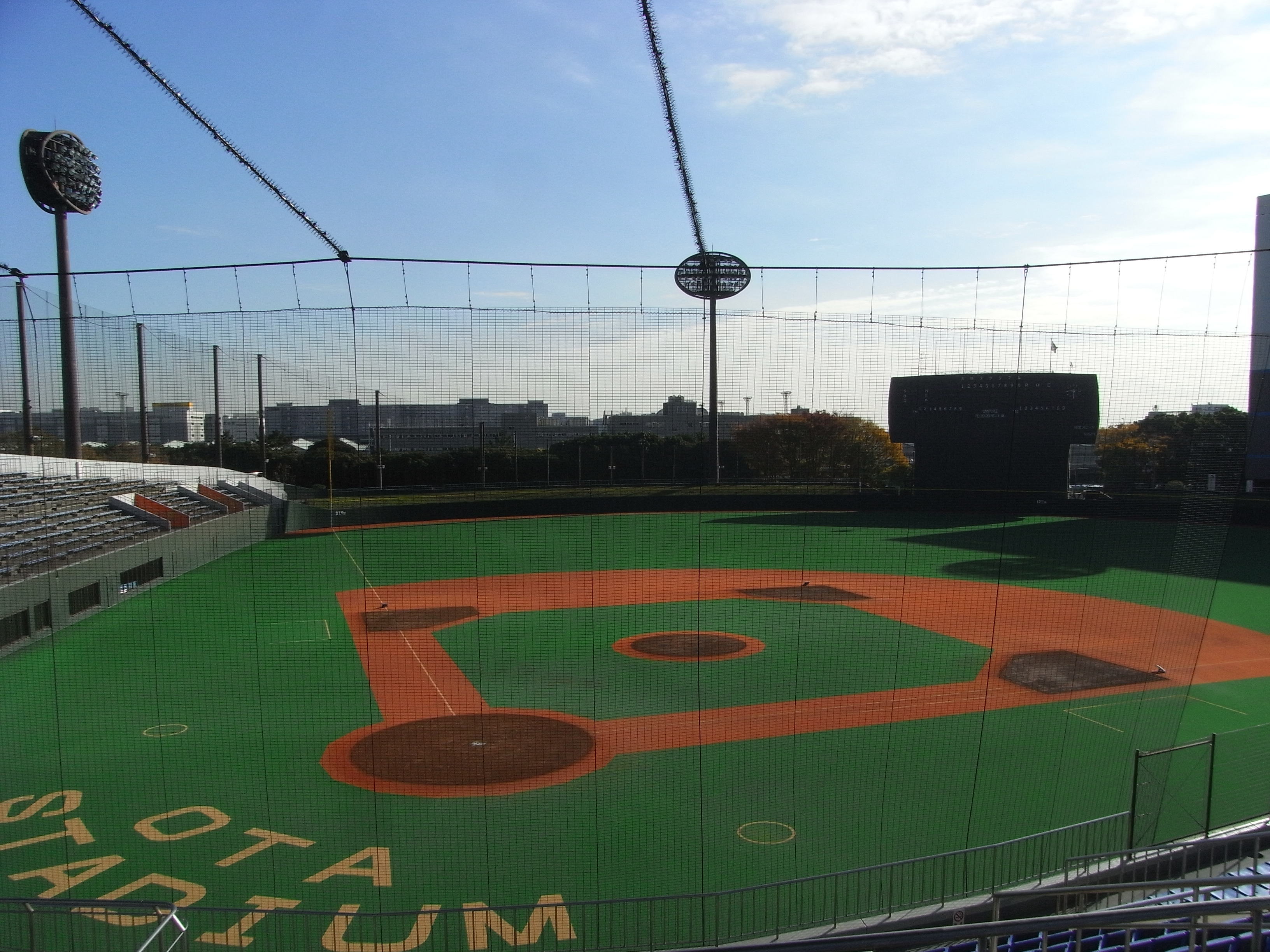
バックネット裏からの眺望。人工芝のフィールド
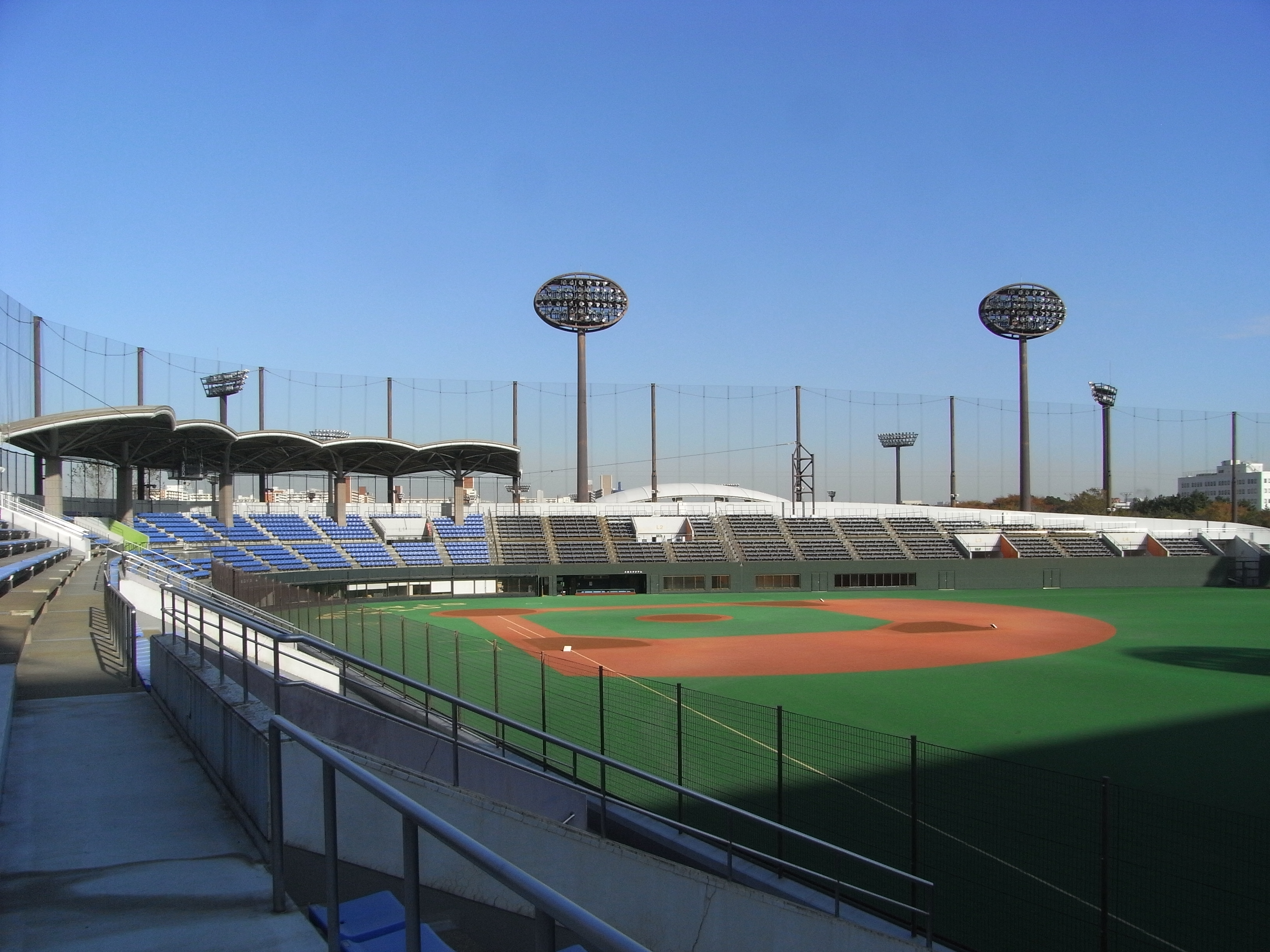
外野スタンドの傾斜は急ではない
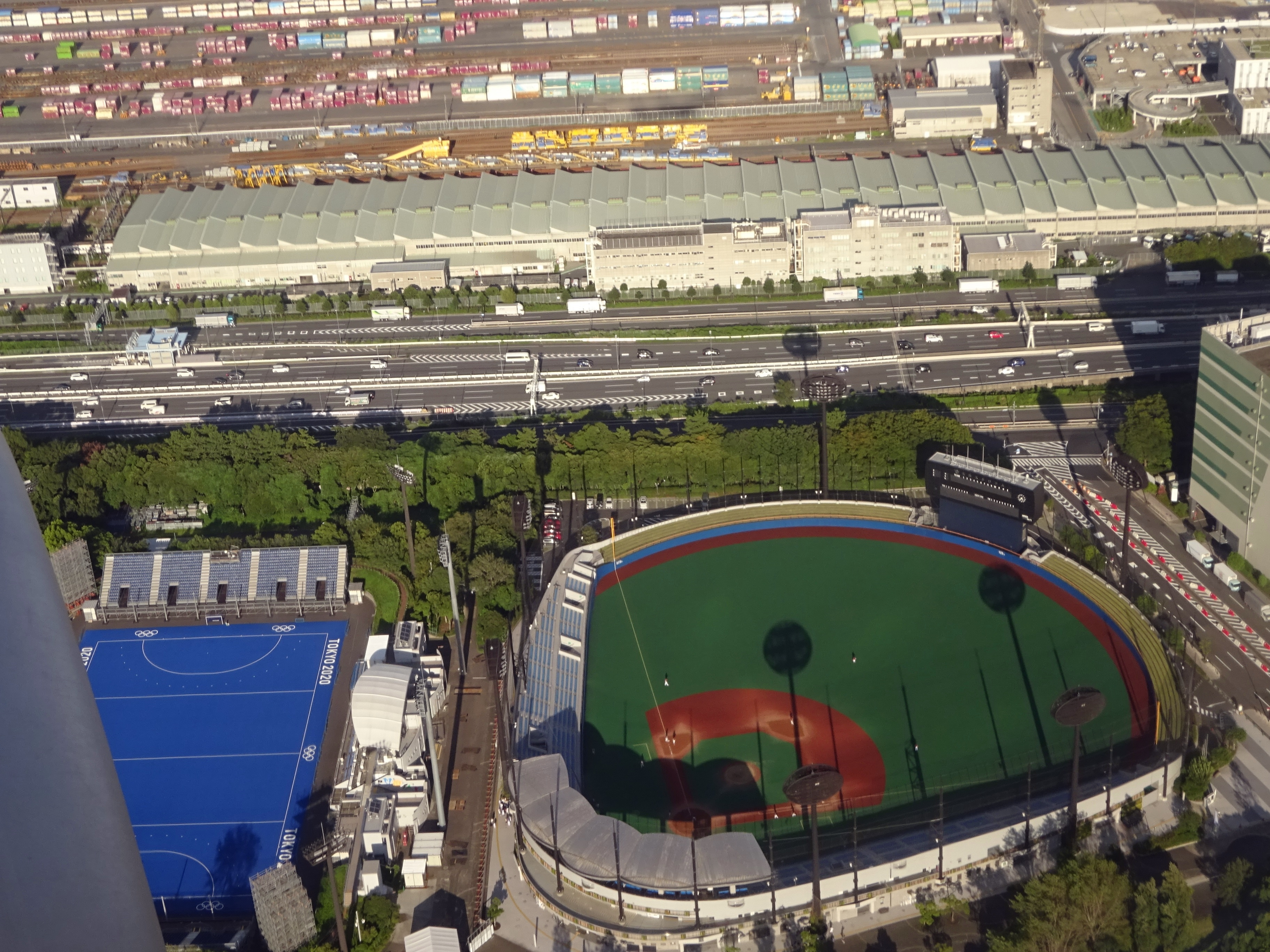
同スタジアムを空撮（2021年）

## 交通
- 東京モノレール・流通センター駅から徒歩約15分
- JR京浜東北線・大森駅東口9番のりば、京急線・大森海岸駅から京急バス「（森34）大田スタジアム」行で終点「大田スタジアム」下車徒歩3分
当該バス停で下車しても、球場は目視できない。また大田スタジアム行のバスはプロ野球イースタンリーグ開催等で臨時便がない場合、本数が少ない。
- JR大森駅東口より京急バス「平和島循環」で倉庫センター下車徒歩10分
- JR大森駅東口、京急平和島駅東口より京急バス「城南島循環」、「京浜島・昭和島循環」、「大田市場」行きで流通センター前下車徒歩15分